# Zell im Wiesental
Zell im Wiesental – miasto w Niemczech, w kraju związkowym Badenia-Wirtembergia, w rejencji Fryburg, w regionie Hochrhein-Bodensee, w powiecie Lörrach, siedziba wspólnoty administracyjnej Zell im Wiesental. Leży nad rzeką Wiese, pomiędzy Todtnau a Schopfheim.

## Kultura
W 1996 otwarto Muzeum Tekstyliów (Textilmuseum).

## Infrastruktura
Przez miasto przebiega droga krajowa B317 (Weil am Rhein–Titisee-Neustadt), oraz kończy się linia Regionalnej Kolei Miejskiej Bazylea (Regio S-Bahn Basel).
W gminie znajdują się cztery przedszkola oraz jedna szkoła podstawowa, Hauptschule, Realschule oraz szkoła specjalna.

## Polityka
Ostatnie wybory samorządowe odbyły się 13 czerwca 2004, w radzie miasta zasiada 18 radnych.
| Partia             | % głosów | Porównanie | Ilość radnych |
| ------------------ | -------- | ---------- | ------------- |
| SPD                | 36,9%    | +0,7%      | 7             |
| CDU                | 32,0%    | +1,6%      | 6             |
| Bezpartyjni        | 24,6%    | +2,3%      | 4             |
| Związek 90/Zieloni | 6,5%     | –4,6%      | 1             |

## Osoby

### urodzone w Zell am Wiesental
- Constanze Mozart ur. 5 stycznia 1762, zm. 6 marca 1842 w Salzburgu), żona Wolfganga Amadeusa Mozarta